# Camille Montade
Camille Montade La Torre (Vilanova de Raò, 1 d'abril del 1901 - Vilanuèva d'Òlt, 6 de gener del 1949) va ser un jugador nord-català de rugbi a 15 i a 13 que jugà a la USAP, a altres clubs, i amb l'equip nacional francès, normalment en la posició de pilar i, ocasionalment, en la de segona línia. Feia 1,84 m i 85 kg.

## Biografia
Jugà amb la USAP de Perpinyà, amb què guanyà el Campionat de França 1924-1925 i amb què assolí dues finals del mateix campionat, la del 1924 i 1926. També portà els colors del Salelles, de la Union Sportive Quillan Haute Vallée i els de l'Olympique de Marseille abans de passar-se al rugbi a 13 amb el Sport Athlétique Villeneuvois XIII (juntament amb els seus amics catalans Jean Galia i Ernest Camo).
Participà per primera vegada en la Selecció francesa l'1 de gener del 1925 jugant contra la selecció gal·lesa en el Torneig de les cinc nacions del 1925. Va ser internacional absolut quatre vegades més, una de les quals fou en la gira que els All Blacks van fer per Europa el 1924-1925 (i que els feu guanyar el nom dels Invencibles). La seva darrera convocatòria a la selecció va ser el 5 d'abril del 1926, novament en un Cinc Nacions contra Gal·les. De més a més, guanyà la medalla d'argent als Jocs Olímpics d'Estiu de 1924. Ultra la seva carrera esportiva, va ser policia i comerciant de vi.

## Carrera
(entre parèntesis, dades aproximades)
- Salelles
- (1924)-1926 Unió Esportiva Arlequins de Perpinyà
- 1926- Union Sportive Quillan Haute Vallée
- Olympique de Marseille
- (1932-1933) Union Sportive Villeneuve XIII

### Internacional
- Participà en quatre partits del Torneig de les Cinc Nacions entre 1925 i 1926
- S'enfrontà a Nova Zelanda en la seva gira europea del 1924-1925

## Palmarès
- Campió de França 1925
- Finalista del Campionat de França 1924 i 1926
- Sots campíó olímpic de rugbi el 1924